# Phyllium zomproi
Phyllium zomproi är en insektsart som beskrevs av Detlef Grösser 200. Phyllium zomproi ingår i släktet Phyllium och familjen Phylliidae. Inga underarter finns listade i Catalogue of Life.